# Podgornyj (rejon jutaziński)
Podgornyj (ros. Подгорный) – osiedle w Rosji, w Tatarstanie, w rejonie jutazińskim. W 2010 liczyło 417 mieszkańców.